# Seleção de Futebol de Camarões Meridional
A Seleção de Futebol de Camarões Meridional representa Camarões do Sul em competições não oficiais. Não é reconhecida oficialmente pela FIFA nem pela CAF, mas desde 11 de junho de 2005 é afiliada à NF-Board.